# Banque de la République du Burundi
Banque de la République du Burundi (BRB) är Burundis centralbank. Banken grundades 1964 och har sitt huvudkontor i Bujumbura.

## Historia
Banken skapades under namnet Banque du Royaume du Burundi den 9 april 1964, dagen efter att de rwandska myndigheterna hade delat på den tidigare gemensamma centralbanken för Rwanda och Burundi,  Banque d'Emission du Rwanda et du Burundi. Banque du Royaume du Burundi, som det hette då, inledde sin verksamhet den 19 maj 1964. Den 28 november 1966 bytte banken namn till sitt nuvarande, Banque de la République du Burundi. Banken har två filialer inom landet, en öppnad i februari 1982 i Gitega, och en i mars 1986 i Ngozi.

## Verksamhet
Huvudsyftet för banken är att främja prisstabilitet och ett pålitligt finansiellt system. Genom samarbete med andra institutioner har den en central roll som ett specialistcenter för att säkerställa makroekonomisk stabilitet. Prisstabilitet ska primärt uppnås genom en stabil växelkurs. Växelkursen bestäms den viktade  genomsnittskursen vid köp och försäljning av valutor genomförda av kommersiella banker dagen innan. Banken arbetar också aktivt för att kontrollera att den reglerade växelkursen följs. Som exempel kan nämnas att banken 2020 förbjöd valutaväxlingskontor. Detta som en följd av en politisk kris 2015 som ledde till att landet fick brist på valuta när befolkningen började växla bort den inhemska valutan till allt lägre priser. De hävde förbudet 2022.
Antalet anställda har ökat kraftigt genom åren. I slutet av 1964 var det på 169 anställda, men hade utökats till 606 anställda i början av 2020-talet. Därtill fanns 46 anställda på filialen i Gitega och 55 i Ngozi.